# Олимпийский комитет Пакистана
Олимпийская ассоциация Пакистана (англ. Pakistan Olympic Association) — организация, представляющая Пакистан в международном олимпийском движении. Основана и зарегистрирована в МОК в 1948 году.
Штаб-квартира расположена в Лахоре. Является членом Международного олимпийского комитета, Олимпийского совета Азии и других международных спортивных организаций. Осуществляет деятельность по развитию спорта в Пакистане.